# Friedrich Kellner
August Friedrich Kellner (1. februar 1885 – 4. november 1970) var en tysk embedsmand (dommerfuldmægtig) som arbejdede i Mainz samt Laubach-Hessen.
Under Første Verdenskrig gjorde Kellner tjeneste som infanterist i et hessisk regiment. Efter krigen blev han politisk aktiv i det Tyske Socialdemokratiske Parti (SDP), som var det ledende parti i den kortlivede Weimarrepublik. 
Kellner var aktiv i kampagner mod Adolf Hitler og nazisterne. Ved Anden Verdenskrigs udbrud påbegyndte Kellner en dagbog, hvori han nedfældede sine iagttagelser af det nazistiske styre. Han gav sin dagbog titlen Mein Widerstand (Min modstand).
Efter krigen sad Kellner i flere afnazificeringsråd og hjalp til i forhold til genetableringen af det Socialdemokratiske Parti.
Han gav sin dagbog til sit amerikanske barnebarn i 1968 med henblik på at få dagbogen oversat til engelsk, så den kunne få et bredere publikum.Han forklarede at grunden til at han skrev dagbogen var at:
"Jeg kunne ikke bekæmpe Nazisterne i nuet, eftersom de havde magten til at stilne min stemme, så jeg besluttede mig for at bekæmpe dem i fremtiden. Jeg ville give kommende generationer et våben mod enhver genkomst af sådant et onde. Min øjenvidne beretning ville berette om de barbariske handlinger og også måden hvorpå disse kunne stoppes".
Efter mange forgæves forsøg på at få bogen udgivet fik Kellners barnebarn støtte til en udstilling af bogen fra George Walker Bush mindebibliotek. Herefter fik Der Spiegel øje på bogen og endelig i 2011 blev bogen udgivet af : Wallstein Verlag under titlen Vernebelt verdunkelt sind alle Hirne. Tagebücher 1939-1945. I-II 